# Nokia Asha 202/203
Los Nokia Asha 202 y 203 son dos smartphones "Touch & Type", idénticos entre sí salvo algunas características, impulsados por Nokia con el sistema operativo Series 40. Su mayor característica es que poseen teclado numérico compacto y pantalla táctil a la vez. También, la mayor diferencia entre los dos teléfonos es que el modelo 202 tiene capacidad para utilizar dos tarjetas SIM a la vez (móvil Dual SIM), mientras que el modelo 203 no.

## Historia y disponibilidad
Los Nokia Asha 202 y 203 fueron anunciados en el Mobile World Congress en Barcelona el 27 de febrero de 2012. Se venden a un costo de unos € 100.

## Hardware

### Pantalla y entrada
Los Nokia Asha 202 y 203 tienen una pantalla LCD táctil de 2,4 pulgadas (52 mm de altura por 39 mm de ancho) con una resolución de 240 x 320 píxeles (QVGA) estilo retrato. Esta pantalla es capaz de representar hasta 66.560 colores distintos.
Estos celulares tienen una cámara fotográfica con una resolución de hasta 2 megapíxeles, toma imágenes con un tamaño de 1600 x 1200 píxeles formato JPEG, zum digital de hasta 4x, sin flash y enfoque automático al momento de sacar la foto. No posee lentes Carl Zeiss como modelos de la serie Lumia de Nokia. Esta cámara posee funciones como orientación horizontal, balance de blancos automático y manual, editor de imágenes estáticas, visor de pantalla completa y temporizador automático; además de poder tomar tanto fotos en blanco y negro, sepia o efecto negativo como normales. Graba video y posee temporizador automático.
El teclado es numérico compacto. Sobre el teclado y debajo de la pantalla se encuentran dos botones alineados horizontalmente: a la izquierda está el botón Contestar/Llamar y a la derecha el botón Cortar/Finalizar aplicación/Encender-Apagar. En el lateral derecho se encuentran los botones Subir/Bajar volumen y Bloqueo de teclado y pantalla.

### Salida
Los dispositivos poseen un conector AV de 3,5 mm que sirve para conectar auriculares compatibles, los cuales a su vez sirven de antena de radio FM. También poseen un conector para Micro USB tipo B y conector para el cargador de 2,0 mm. Poseen conectividad Bluetooth v2.1 + EDR.

### Bandas de operación
Estos teléfonos operan en las bandas de frecuencia GSM 900 y 1800

### Batería y tarjeta SIM
Los dos teléfonos utilizan la batería removible de litio BL-5C, pero puede que Nokia tenga modelos de batería distintos aparte para estos teléfonos. Esta batería tiene una capacidad de 1020 mAh y un voltaje de 3,7 V, las duraciones aproximadas de la batería son de 400 horas en modo de espera utilizando red 2G en el modelo 202 y 650 en el 203, de 5 horas de conversación utilizando red 2G en los dos modelos, y 37 horas de reproducción de música en el modelo 202.
En cuanto a la tarjeta SIM, es en lo que se dicta la mayor diferencia entre los dos modelos: el modelo 202 posee dos ranuras para tarjetas SIM —móvil Dual SIM— mientras el modelo 203 sólo posee una. En el modelo 202, una de las tarjetas SIM se coloca debajo de la batería removible, accediendo por detrás, y la otra se coloca mediante una ranura en el lateral izquierdo del teléfono. En el modelo 203, la tarjeta va debajo de la batería.

### Almacenamiento
La memoria central de ambos teléfonos tiene una capacidad de 64 Mb. Se les puede agregar una memoria adicional MicroSD, ésta se instala debajo de la batería.

### Accesorios
- Tarjeta microSDHC de 16 Gb Nokia MU-44
- Kit Manos Libres Portátil con Bluetooth Nokia BH-111
- Kit Manos Libres Portátil con Bluetooth Nokia BH-112

## Software
Los Nokia Asha 202 y 203 poseen el sistema operativo Nokia Asha Series 40 con la interfaz del mismo nombre, interfaz que es utilizada no sólo en modelos Asha sino que también fue utilizada en series anteriores.